# Isola d’Asti
Isola d’Asti (piemontiul: Ìsola d'Ast) település Olaszországban, Piemont régióban, Asti megyében. Lakosainak száma 1939 fő (2023. január 1.). Isola d’Asti Antignano, Costigliole d’Asti, Montegrosso d’Asti, Vigliano d’Asti, Asti, Mongardino és Revigliasco d’Asti községekkel határos.

## Népesség
A település lakossága az elmúlt években az alábbi módon változott:
| Lakosok száma | 2044 | 2028 | 1939 |
|               | 2017 | 2018 | 2023 |